# Erik Carlsson (rallyförare)

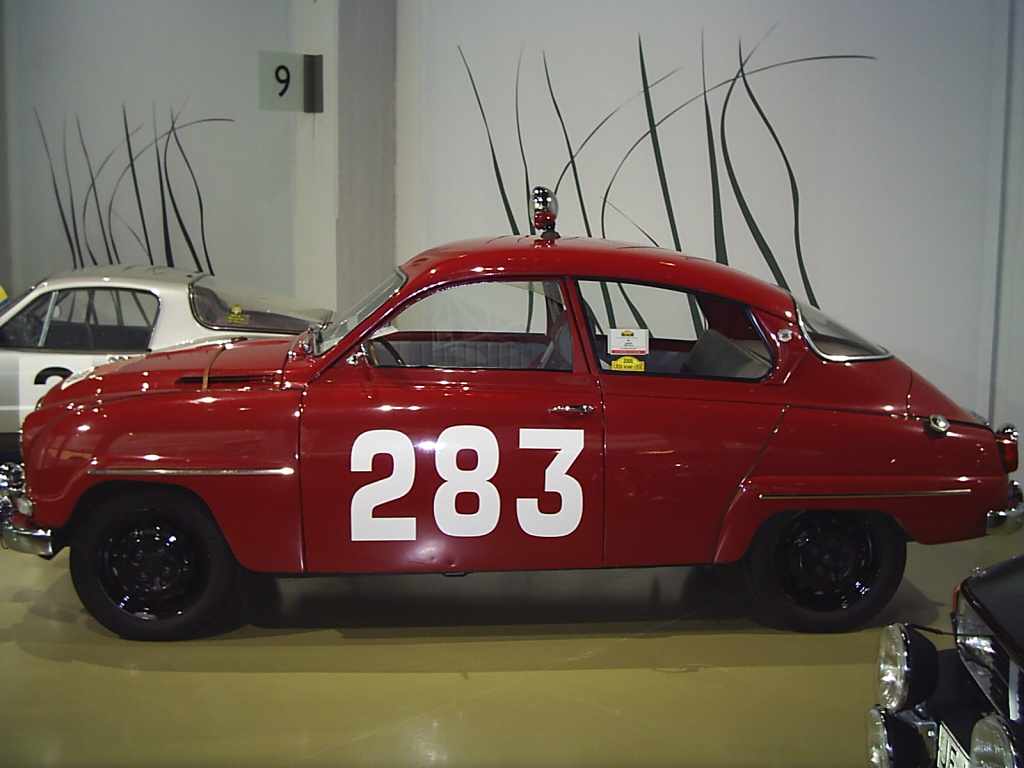
Kopia av den SAAB 96, 1963 års modell, som Carlsson vann Monte Carlo-rallyt med 1963.

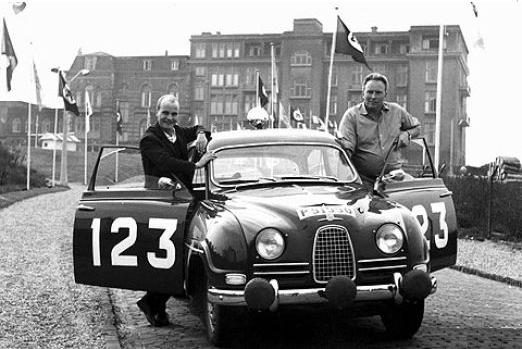
Erik Carlsson i sin Saab inför Tulpanrallyt 1962.

Erik Hilding Carlsson, "Carlsson på taket", född 5 mars 1929 i Trollhättan, död 27 maj 2015 i Storbritannien, var en svensk rallyförare. Han var den första internationellt välkända svenska motorföraren och vann bland annat tre segrar i RAC-rallyt och två i Monte Carlo-rallyt.

## Biografi
Under den aktiva karriären körde han Saab-bilar (ofta en röd Saab 96), till en början privat men under större delen som fabriksförare för Saab. 
Smeknamnet "Carlsson på taket" fick han vid SM-tävlingen Sörmlandsrundan. Carlsson åkte av vägen och bilen rullade över på taket. C-G Hammarlund startade efter honom och såg eländet när han passerade. Vid den efterföljande kontrollen frågade funktionären efter Carlsson som borde ha kommit. Hammarlund svarade "Vilken Carlsson? Menar du Carlsson på taket?" I Sveriges enda radiokanal sändes vid den tiden Astrid Lindgrens barnbok, Karlsson på taket, som radiounderhållning på lördagarna. Så namnet "Carlsson på taket" var mycket aktuellt vid denna tid. Internationellt var Erik Carlsson mer känd som "Mr Saab".
Bland de många framgångarna var troligen de tre raka segrarna i RAC-rallyt och de två raka i Monte Carlo-rallyt de mest kända. Erik har själv nämnt de båda andraplatserna i Spa-Sofia-Liège-rallyt som de största prestationerna.
Efter att han slutat tävla 1970 fortsatte han som testförare och arbetade i olika PR-sammanhang för Saab.

### Familj
Erik Carlsson var från 1957 gift med Anna Lisa Molin (född 1928) och därefter från 9 juli 1963 med rallyföraren Pat Moss, syster till Stirling Moss och bosatt i London, Storbritannien. Hon var aktiv inom hästhoppning men även som rallyförare; hon ledde damtävlingen i 1961 års RAC-rally när hon tvingades stanna för att hjälpa en kollega vid namn Erik Carlsson som behövde ett reservhjul. Hon avslutade loppet på andra plats i sin Austin-Healey.
Pat Moss avled den 14 oktober 2008. Dottern Susie, gift Rawding, föddes 1970, och är numera framgångsrik inom hästhoppning.

## Meriter (urval)
- Seger i Rikspokalen 1955.
- Seger i Tusen Sjöars Rally (Finland) 1957.
- Seger i Midnattssolrallyt (som numera heter Svenska rallyt) 1959.
- Seger i Tyska rallyt 1959.
- Andra plats i Akropolisrallyt 1960.
- Seger i Akropolisrallyt 1961.
- Tre segrar (tre år i rad) i RAC-rallyt - 1960, 1961 och 1962.
- Två segrar (två år i rad) i Monte Carlo-rallyt - 1962 och 1963.
- Andra plats i Spa-Sofia-Liège-rallyt 1963
- Seger i San Remo-rallyt 1964.
- Andra plats i Spa-Sofia-Liège-rallyt 1964
- Andra plats i Safarirallyt 1964
- Andra plats i Australiska rallyt 1965
- Andra plats i Akropolisrallyt - 1965
- Seger i Tjeckiska rallyt - 1967
- Tredje plats i Baja 1000 - 1969